# Ernesto Hintze Ribeiro
Ernesto Rodolfo Hintze Ribeiro (7. listopadu 1849 Ponta Delgada, Azory – 1. srpna 1907 Lisabon) byl portugalský politik a šlechtic z Azor, který během vlády krále Karla I. třikrát zastával funkci předsedy vlády Portugalska. Byl členem Partido Regenerador. Jeho reformy v lesnictví, farmacii a autonomii pro ostrovní Portugalsko jsou základem politiky v těchto oblastech dodnes.

## Život
Hintze Ribeiro byl významným parlamentářem, generálním prokurátorem koruny, ministrem veřejných prací, financí a zahraničí. Byl nesporným vůdcem Partido Regenerador a třikrát zastával pozici předsedy rady ministrů (předsedy vlády) (22. února 1893 – 7. února 1897, 25. června 1900 – 20. října 1904 a 20. března 1906 – 19. května 1906).
Hintze Ribeiro byl jedním z dominantních politiků závěrečné fáze portugalské konstituční monarchie, přičemž zastával post předsedy vlády déle než kdokoli jiný ve své době. Byl zodpovědný za důležité reformy, z nichž některé platí dodnes, jako je ostrovní autonomie pro Azory a Madeiru (1895), zákon o lékárnách a lesní zákon (1901).
V roce 1891 byl jmenován skutečným státním radou. Obdržel mnoho vyznamenání, mezi nimi Velký kříž Řádu věže a meče. Byl členem Královské akademie věd.
Na jeho počest je pojmenována ulice v Ponta Delgada.